# آلفرد وتکن
آلفرد وتکن (انگلیسی: Alfred Wotquenne; ۲۵ ژانویهٔ ۱۸۶۷ – ۲۵ سپتامبر ۱۹۳۹) کتابدار، و نویسنده غیر داستانی اهل بلژیک بود.